# Pilersuisoq
Pilersuisoq er den største dagligvarekæde i Grønland.
Kæden er en del af KNI (tidligere Grønlands Handel). Selskabet havde rødder fra tilbage til 1774, da Den Kongelige Grønlandske Handel (KGH) blev etableret.
Det har til sammen 65 butikker i 10 byer og 53 bygder. I tillæg driver den butikken i lufthavnen Narsarsuaq. Denne drift overtog de i 2002.
Kædens hovedkvarter ligger i Nuuk. Alt drikkevand og øl i hele Grønland distribueres herfra. Med det Grønlands arktiske klima og bygder som er utilgængelig dele af året, bliver forsyningerne transporteret med store og små både, fly og helikopter.